# フォード・マスタング Mach-E
マスタング Mach-E（マスタング マッハ イー）とは、アメリカの自動車会社であるフォード・モーターが製造販売するクロスオーバーSUV型二次電池式電気自動車である。

## 概要
マスタング初のSUVモデルならびに初の二次電池式電気自動車（EV）として、2019年に発表された。2021年には北米SUVカー・オブ・ザ・イヤー賞を受賞している。
エクステリアは、マスタングを象徴する筋肉質なフォルムを基本としながら、EVモデル特有のグリルレスのデザインを採用。リアには初代を彷彿とさせる3連テールランプが配置され、中央部分は水平方向に伸びた立体的なバーがデザインされている。このバーにより、見る角度によってはリアコンビネーションランプにノッチが付いているように見え、先進的でスポーティな印象を高めている。また、従来のようなドアハンドルを持たず、代わりにドア開閉ボタンとフロントドアから突き出た小さなドアハンドルを備える。インテリアは、水平基調のシンプルなインパネに、中央に15.5インチの大型タッチスクリーンパネルを装備。メーターパネルはフードレスで、こちらも10.2インチのスクリーンがステアリング奥に配置される。
搭載されるバッテリー容量は88 kWhで、WLTP4に準拠したフル充電で最大310 kmの航続距離を実現している。150 kWでの充電を行うと、10分間で平均60マイル走行でき、45分間充電すると、充電状態10 ％から80 ％まで充電できる。後輪を駆動するためのモーターは、0.5秒で最大トルクを発生するという新開発の油冷式永久磁石同期型が採用され、前輪用モーターとは独立してコントロールされている。ウイスパー・モードでは四輪駆動らしく、フロントにもしっかりとトルクが伝わるのに対し、アクティブ・モードでは若干後輪寄りに、アンテイムドプラス・モードでは後輪のトルクが強くなるようセッティングされている。サスペンションは、フロントがストラット、リアがマルチリンクを採用。専用セッティングのコイルスプリングとスタビライザー、磁性流体式アダプティブダンパーのマグネライドを装備し、車両重量を制御する。
グレード構成は、ベースグレードとなる「セレクト」、中間グレードの「カリフォルニア ルート 1 エディション」、そして上級グレードである「プレミアム」、およびパフォーマンス志向の「GT」の4つの設定となっている。また、2021年モデルの発売時には、「プレミアム」がベースの限定生産「ファースト エディション」も設定されていた。また「GT」には「GTパフォーマンスパッケージ」も用意され、ピレリタイヤを装着した専用の20インチアルミホイールや、レッドブレンボキャリパー、480 hp（360 kW）を発生する専用のパワートレイン、 860 N·mのトルクと378 kmを発生するモーターを装備しており、0-60マイル加速は3.5秒である。
日本においてはフォードが撤退しているため正規輸入されないが、少数が並行輸入によって販売されている。

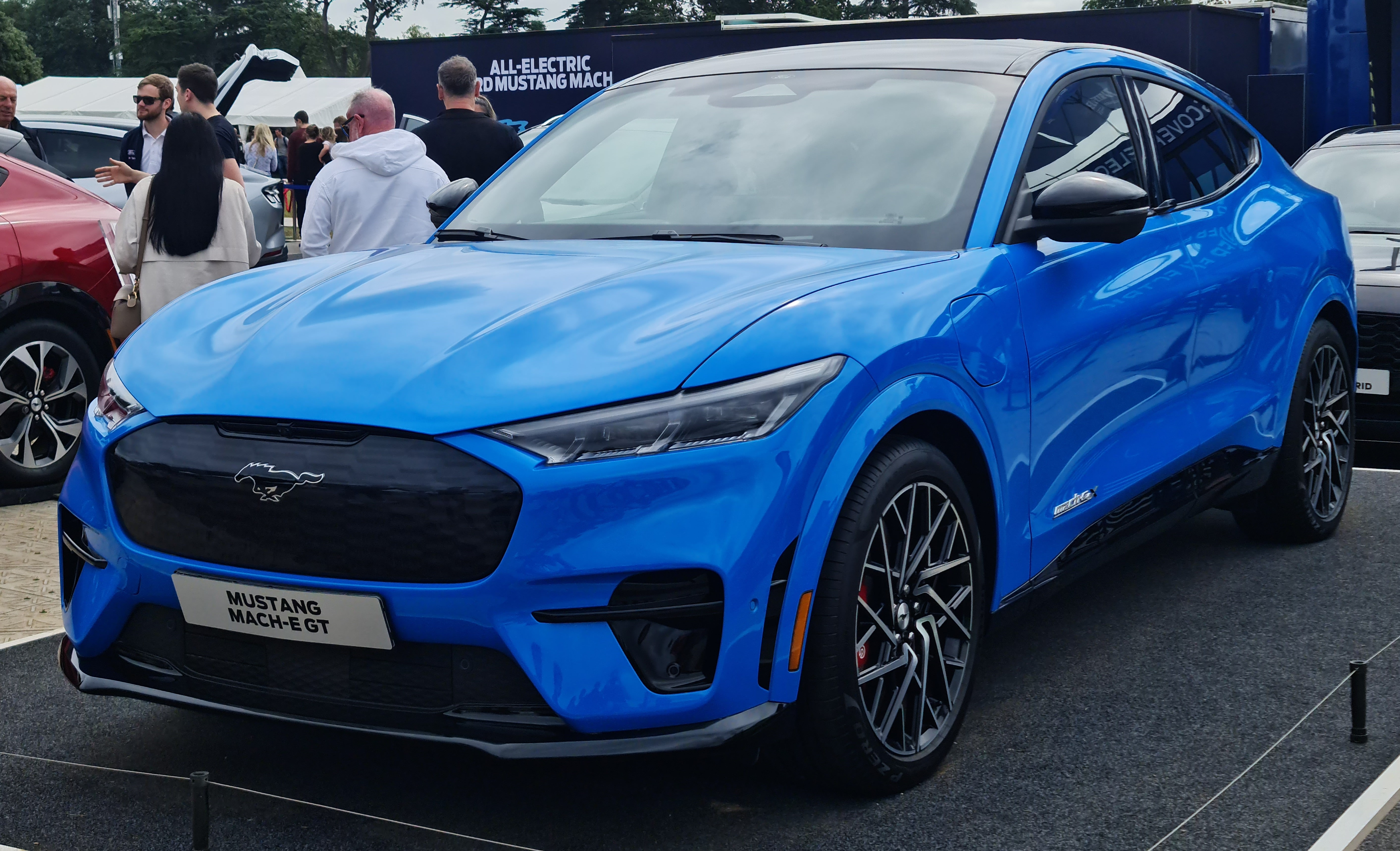
GTフロント
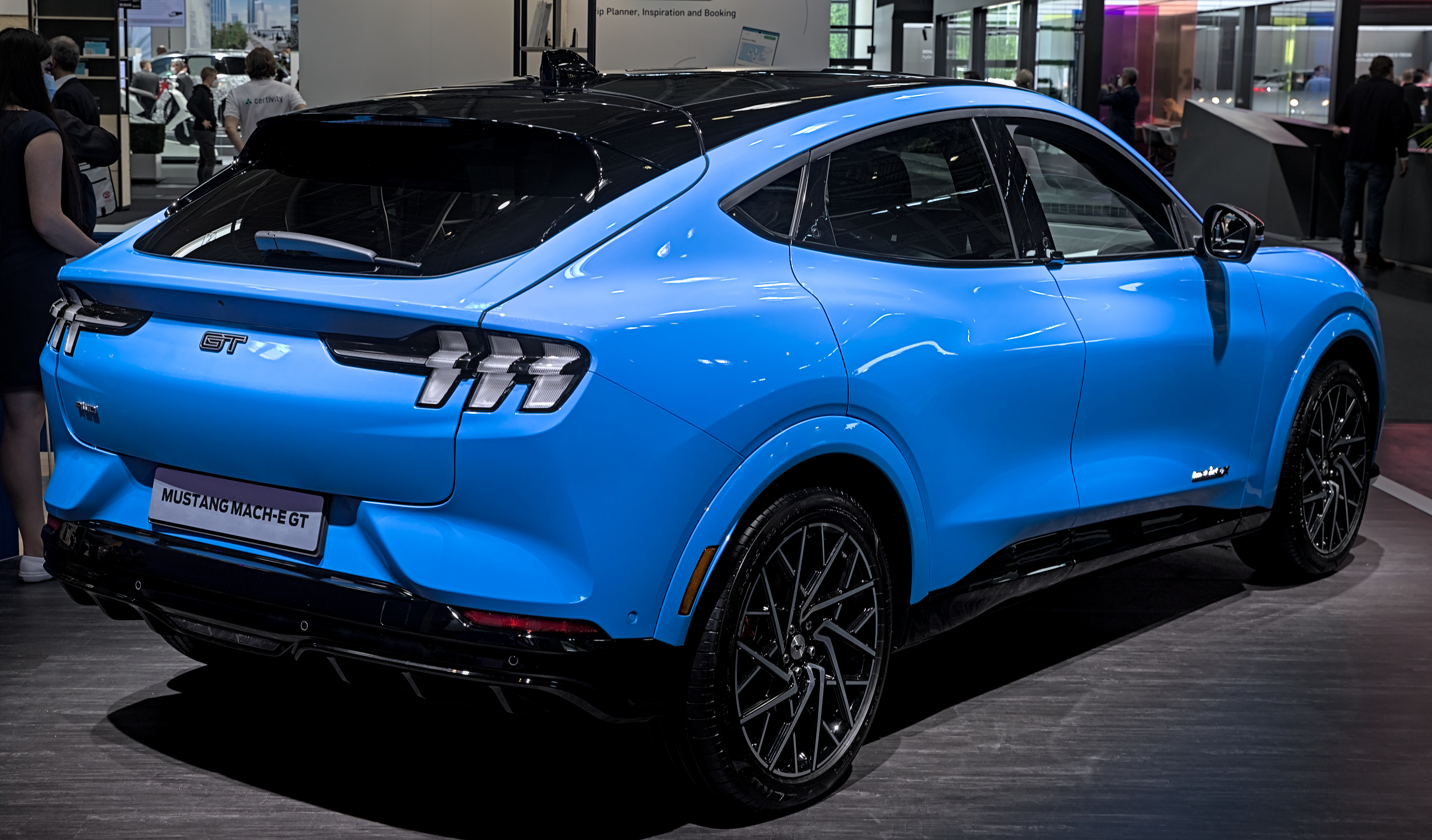
GTリア

## 歴史
- 2019年11月 - 世界初公開。
- 2020年 - 北米での受注が開始。
- 2021年7月 - 欧州での受注が開始。